# Svenskt Amatörteaterråd
Svenskt Amatörteaterråd (SAR) var en sammanslutning mellan de svenska amatörteaterförbunden ATR, ATF och Ung Teaterscen. SAR samverkade även mycket med ungdomsrepresentanten för den nordeuropeiska amatörteaterorganisationen NEATA (North European Amateur Theatre Alliance) samt med Ax - Kulturorganisationer i samverkan. SAR var medlemmar i den internationella amatörteaterorganisationen (International Amateur Theatre Association) samt den nordiska motsvarigheten NAR (Nordiskt Amatörteaterråd).
Den främsta uppgiften för SAR var att vara så kallat nationellt center och företräda de svenska amatörteaterförbunden internationellt samt nominera svenska amatörteaterföreställningar till att få åka och uppträda på internationella festivaler.
Svenskt Amatörteaterråd upplöstes den 22 november 2022 och efter det har de tre svenska amatörteaterförbunden ATF, ATR och Ung Teaterscen skött det internationella arbetet separat.